# Michael Kramer (Bildhauer)
Michael Kramer (* 21. Februar 1951 in Berlin) ist ein deutscher Bildhauer.

## Leben
Michael Kramer absolvierte sein Abitur 1969 am Canisius College in Berlin. Nach dem Studium der Kunstgeschichte an der Technischen Universität Berlin und dem Abschluss in Kunstpädagogik und künstlerischen Studien schloss er in der Hochschule der Künste als Meisterschüler von Fred Thieler ab. Schon während seines Studiums begann die berufliche Laufbahn als Metallbildhauer und er gewann das New York Stipendium P.S.1 (1981/1982).
Der verbindende Ansatz von Michaels Arbeit ist die intensive Bezugnahme und Auseinandersetzung mit räumlichen Vorgaben sowie der künstlerischen Reaktion auf vorgefundene Situationen und Materialien. Michael Kramer ist bekannt für seine konstruktiven und raumgreifenden Skulptureninstallationen und Wände in New York, Paris, Antwerpen, Köln, Hamburg und Berlin. Einige der Skulpturen sind Zweckobjekte, andere dienen als nutzbare kleine architektonische oder alltägliche Funktionsobjekte.
Der einzigartige Ansatz des Künstlers in Bezug auf den Einsatz von Material und Multimedia-Techniken hat dazu geführt, ein vielseitiges Werk zu schaffen, das Skulpturen, Gemälde und Collagen umfasst. Er nutzt zufällige Momente im Prozess und hat die Vorstellungen von Kontrolle vs. Chaos und Erholung.
Die Arbeiten des Künstlers wurden in Berlin, Köln, Paris und New York ausgestellt.

## Arbeiten im öffentlichen Bereich
- 1978 Anhalter Bahnhof, Berlin
- 1979 Tommy Weißbecker –Haus, Berlin
- 1982 Wandrelief P.S.1, New York
- 1984 Wandrelief, Rotterdam
- Kioskskulptur, Stuttgart
- 1985 Skulptur im Bayer Werk, Leverkusen
- Mergelskulptur „Marsna 87“, Niederlande
- 1991 Lichtskulptur San Fernando Valley, Los Angeles
- 1992 Raumplastik, Helen Keller Schule, München Arch. Prof. Auer/Weber
- 1996 Raumskulptur, Oberhausenkolleg, Oberhausen
- 1997 Lichtskulpturen im öffentlichen Raum
- 1998 Lichtskulptur Geschäftshaus, Bergisch Gladbach
- 1999 Deckenskulptur, Geschäftshaus, Bergisch Gladbach
- 2003 Lichtskulptur
- 2023 Installation mit drei Fahnen (die Ausschnitte von Motiven aus Bildern von Kramer zeigen) auf dem Dach des Evangelischen Krankenhauses Bergisch Gladbach[2]
- Metallskulptur „Treppenhaus“, Geschäftshaus
- Brückenskulptur „Die Ratte“, Roermond, Niederlande

## Ausstellungen (Auswahl)
- 1981/82 P.S.1 New York
- Clocktower New York
- 1982 „Entwicklungen“, Grand Palais, Paris
- Kunsthalle, Berlin
- Produzentengalerie, Hamburg
- „HALLE 6“, Kampnagelfabrik, Hamburg
- Goetheinstitut, Paris
- „KUNST wird MATERIAL“, Nationalgalerie Berlin
- 1983 „DIAGONALE“, Antwerpen
- „KUNST außen“, Düsseldorf
- „KUNSTLANDSCHAFT BUNDESREPUBLIK“, Stuttgart
- 1984 „Haus Waende“, Düsseldorf
- Museum Folkwang, Essen
- Künstlerhaus Bethanien, Berlin
- PERFO 3, Rotterdam
- „Forum junger KUNST“, Wolfsburg, Bochum
- 1986 Kunstverein Freiburg
- „Durchgehend geöffnet“, Kunstverein Siegen
- „SPANNUNGEN DIMENSION“
- Kunsthallen Köln, Berlin, Villa Struck, München
- 1987 „MOLTKEREI“ Köln
- „MARSNA“, Meersen, Niederlande
- „MASCHINEN“, Kunstmuseum, Düsseldorf
- 1988 „SKULPTUREN in BERLIN“, Georg Kolbe Museum, Berlin
- „VILLA MASSIMO“, Schleswig Holsteinisches Landesmuseum
- 1990 „THE UTSUKUSHI GA HARA“, Open Air Museum, Japan
- „WERKSPUREN“, Berlin
- „LIGHT, WATER, SCULPTURE“, Los Angeles
- „Philip Morris Kunstförderung“, Bildhauerwerkstätten, Berlin
- 1993 „Skulpturenpark“, Albertussee, Düsseldorf
- 1994 „Metallskulpturen“ aus NRW, Flottermann-Halle
- 1995 „METAPHA“, Gnadenkirche
- 1998 „ENTRE CHIEN ET LOUP“, Villa Zanders
- 2003 «MAAS», Brückenskulptur Roermond
- 2010 „DAS WERK II“ Pütz-Roth, Bergisch Gladbach
- 2012 „Plakatüberzeichnung“ Kunstverein Mahlkasten, Düsseldorf